# Army Men II
Army Men II — видеоигра, разработанная и изданная компанией The 3DO Company для Windows и Game Boy Color. Игра отличается от предшественника тем, что она происходит как в «реальном мире», так и в «пластиковом мире». Она также первым представила концепцию порталов между реальным миром и их миром солдатиков, тема, которая была расширена в последующих играх.

## Сюжет

### Предпосылки
В Army Men I Командир Тан Пластро вторгается в зеленые земли. В конце, Sarge уничтожает силы Тана и входит в портал, находя себя на кухне. Игра начинается с огромной армии Тана, включая самого Пластро, преследующего главного героя через портал. Майор Майлар предает Пластро, разрушая портал, когда он входит в него и берет под контроль армию и территории.

### Уровни
Игра продолжается на кухне с Sarge и маленькой командой, пробивающейся через кухонный прилавок, находя портал к пластиковым джунглям (Уровень 1). Обеспечивая радиосвязь, Sarge устанавливает связь с командованием для получения инструкций (Уровень 2), используя которые он выигрывает битву в танке (Уровень 3), спасает синего шпиона от сил Тана и убегает через аэродром (Уровень 4).
В поисках пропавшего полковника на пластических тропических островах Sarge находит солдат из всех четырех армий, объединенных в так называемый «культ». Полковник, сошедший с ума, оказался лидером этого культа (Уровень 5). Он убегает через портал и Sarge следует за ним во двор (Уровень 6).
Самолет главного героя сбит на пластмассовом тропическом острове, полном зомби, созданных доктором Мэддом, безумным ученым, работающим в армии Тана, который создает силы Культа путем инъекции различных цветных жидкостей солдатам. Sarge разрушает генераторы на фабрике зомби (уровень 7) и преследует доктора Мэдда в пустыне, где он вывозит других ученых (уровень 8). Затем он переходит через другой портал к столу в гараже, чтобы остановить нескольких ученых от выхода в пластиковый мир (Уровень 9). Через портал он появляется на лесной базе Тана для борьбы с последними вражескими учеными, защищенными зомби, террористами-смертниками и т.д. (Уровень 10)
Sarge наконец атакует Тана, уклоняется от массивной волны сердитых солдат, спасает синего шпиона, находит ключ, ведущий к оружию массового поражения, расположенному в центре крепости. Бомбы уничтожают его до того, как Тан используют его, и Sarge выходит через портал (Уровень 11) в штаб-квартиру Майлара в детской спальне, ползая с солдатами Тана. Он вынимает майора Майлара из крепости (Уровень 12).

### Эпилог
В заключительном фильме зелёные налетают, вынимая оставшихся войск и наслаждаясь крупной победой Зеленой армии. Тан «благодарит» Саржа за то, что он избавился от Майлара, и «поощряет» его к тому, чтобы упиваться своей победой на данный момент. Маниакально смеясь, он говорит, что он запланирует что-то особенное в следующий раз, когда они встречаются.
Зловещая сцена с участием доктора Мэдда, работающего над остатками Майлара в его лаборатории, завершает финальный заставку.

## Отзывы
| Сводный рейтинг    | Сводный рейтинг | Сводный рейтинг |
| Издание            | Оценка          | Оценка          |
| Издание            | GBC             | PC              |
| ------------------ | --------------- | --------------- |
| GameRankings       | N/A             | 56,43 %         |
| Иноязычные издания |                 |                 |
| Издание            | Оценка          | Оценка          |
| Издание            | GBC             | PC              |
| AllGame            | [ 3 ]           | [ 4 ]           |
| CVG                | N/A             | 1/10            |
| GamePro            | N/A             | [ 6 ]           |
| GameSpot           | N/A             | 6,9/10          |
| IGN                | 7/10            | 4,4/10          |
| PC Gamer (UK)      | N/A             | 44 %            |
| PC Gamer (US)      | N/A             | 68 %            |
| PC Zone            | N/A             | 40 %            |

Версия ПК была встречена очень смешанными отзывами, на GameRankings ей дали 56%. Тем не менее, версия для Game Boy Color была встречена чуть более положительно, чем версия для ПК.